# Peep
Peep е дебютният албум на финската група The Rasmus, който е издаден през 1996 година във Финландия, Русия и Естония, а по-късно и в други страни като Германия.
Издател: Warner Music Finland

## Песни
1. Ghostbusters
2. Postman
3. Fool
4. Shame
5. P.S.
6. Julen Är Här Igen
7. Peep
8. Frog
9. Funky Jam
10. Outflow
11. Myself
12. Life 705
13. Small

## Сингли
1st (1995)
2nd (1996)
3rd (1996)